# 양간공
양간공(良簡公)은 시호의 하나이다.

## 고려
- 대방공(帶方公, ? ~ 1128년)[1]
- 김련(金璉, 1215년 ~ 1291년)
- 윤안숙(尹安淑)[2]
- 김승택(金承澤, ? ~ 1358년)
- 이천선(李千善, 1293년 ~ 1368년)

## 조선
- 노필(盧弼, 1355년 ~ 1427년)
- 원충(元衷, 1391년 ~ 1444년)
- 이교(李皎, ? ~ 1446년)
- 이수남(李壽男, 1439년 ~ 1471년)